# Angie (pjesma)
"Angie" je pjesma rock and roll banda The Rolling Stones, objavljena na njihovom albumu Goats Head Soup 1973. i ubrzo je postala svjetski hit kad je izdana kao singl u kolovozu iste godine. Autori su Mick Jagger i Keith Richards. 
Pjesma je balada koja počinje iz A-mola bazirana na akustičnoj gitari i govori o završetku jedne romance, a upamćena je po zajedljivim stihovima o bolnom gubitku ljubavi ("...ja nisam taj koji je rekao zbogom" ili završni stih: "...ne možeš reći da nikad nismo pokušali").
Dileme o inspiraciji i porijeklu pjesme traju do danas. Usprkos raširenim glasinama da je Jagger pjesmu napisao o vezi koju je imao s tadašnjom suprugom Davida Bowiea po imenu Angela, Jagger to kategorički poriče. Richards je izjavio da je osnovnu ideju i akorde imao godinu dana prije izlaska albuma, a u vrijeme snimanja rođena je njegova kći Angela iz veze s talijanskom manekenkom Anitom Pallenberg. Nadimak "Angie" se prema njegovim riječima "baš uklopio".